# Маоз-Хаим
Маоз-Хаим (ивр. מָעוֹז חַיִּים‎; буквально «крепость Хаима») — киббуц в долине Бейт-Шеан около реки Иордан, основанный в 1937 году.
Принадлежит «объединённому кибуцному движению» Ха-тнуа ха-кибуцит ха-меухедет. Площадь — 1000 гектар. Большинство основателей Маоз-Хаим — сабры (уроженцы страны).

## История
Киббуц был основан с названием Маоз, затем переименован в Маоз-Хаим, в память командира Хаганы Хаима Штурмана (1891—1938), который вместе с двумя товарищами совершал поездки с целью покупки новых земель и подорвался на мине.
Маоз-Хаим — первое поселение типа хома у-мигдаль к востоку от города Бет-Шеана,
основанное в разгар арабских беспорядков. Несколько месяцев спустя часть поселенцев отделилась и основала три новых киббуца: Кфар-Рупин, Месилот и Неве-Эйтан.
Во время Войны за Независимость Израиля киббуцу выдержал тяжелую осаду. После Шестидневной войны подвергался обстрелу.
В 2010 году было принято решение о приватизации кибуца.

## Население
По данным Центрального статистического бюро Израиля, население на начало 2020 года составляло 469 человек.

## Хозяйство
Кибуц выращивает зерновые и плодовые культуры (манго, авокадо, личи, финики); развито хлопководство, разведение карпов, овцеводство, молочное хозяйство, птицеводство.
В кибуце работают предприятия по выпуску сельскохозяйственных машин и пластмассовых изделий.

## Окрестности
Вблизи киббуца находится мост Гешер-Маоз (мост Джиср-шейх-Хусейн был взорван в 1948 г.). На этом месте была древняя переправа через Иордан, которая использовалась мидианитами в их войнах с армией Гедеона, а также Помпеем Велоким, арабскими завоевателями (635—638 гг. н. э.) и Салах ад-Дином (до 1187 г.) повторном завоевании.
В окрестностях кибуца находятся остатки древней синагоги V—VII веков.